# Leopoldo Martínez Olavarría
Leopoldo (Polito) Martínez Olavarría fue un arquitecto, ingeniero, urbanista, profesor e investigador universitario venezolano, nacido en Caracas en 1912. 
Autor de cientos de estudios y artículos. Premio Internacional "Hábitat" otorgado por las Naciones Unidas en 1991. Protagonista de grandes proyectos urbanísticos como la Reurbanización de El Silencio junto con el Arquitecto Carlos Raúl Villanueva y del desarrollo de la vivienda popular en su país natal, Martínez Olavarría trabajo con los grandes del Urbanismo internacional como Maurice Rotival en la elaboración del Plan Rector de la Ciudad de Caracas y otras ciudades de Venezuela.

## Trayectoria y obra
Henrique Hernández, arquitecto venezolano y profesor de la UCV de reconocida trayectoria nacional e internacional, al recibir la misma distinción Hábitat recibida por Martínez Olavarría, resumió la obra y vida de este venezolano así:

Fue un maestro para todos los jóvenes que le conocimos, un Maestro como profesional, un Maestro en el cómo vivir. Un ser que supo encontrar la paciencia, la constancia, la sabiduría, el humor, el coraje y la humildad que hacen falta para ayudar a los demás, en especial a los más necesitados -en una ocasión me manifestó que una de sus mayores gratificaciones era ver, en los eventos de entrega de viviendas del Banco Obrero, la expresión de felicidad en el rostro de las personas cuando recibían, con incredulidad, la vivienda tan largamente esperada- ese sentido de comprensión tan profundamente humano que se manifestaba en la sencillez y calidad de su comportamiento con las personas, sin importar su nivel social. Su ética profesional y su incansable lucha por una mejor comprensión de los problemas sociales lo convirtieron en un venezolano admirable.

Uno de los atributos más atrayentes de su personalidad fue su compromiso y convicción de que era posible una mejor Venezuela, esa convicción lo llevó a comprometer su vida con el servicio público y con él, condujo a muchos jóvenes a compartir esas luchas. Fue uno de los actores más importantes en la búsqueda de un mejor hábitat para los venezolanos. 
Desde muy joven (1938) le encontramos actuando en la Ingeniería Municipal del Distrito Federal atendiendo los problemas de su ciudad, Caracas, los problemas urbanos que atiende a lo largo de su vida como Presidente de la Comisión Nacional de Urbanismo (1946-1956), como asesor de la Oficina de Coordinación y Planificación de la Región Capital (ORCOPLAN) (1982-1985), como Director Gerente del Banco Obrero en dos oportunidades -1946 a 1948 y 1964 a 1969- dos de las épocas más fructíferas del B.O. Dirigió la construcción de más de 45.000 viviendas a lo largo de todo el país. Experiencia que recoge posteriormente en innumerables estudios como investigador en el Centro de Estudios del Desarrollo de la Universidad Central de Venezuela. Su incansable labor lleva al final de su vida (1985) a promover un Convenio Interinstitucional (Universidades, Gobierno, sector Privado) para estimular la investigación y la discusión sobre problemas del hábitat, organización que se transforma posteriormente (1992) en la Asociación para la Investigación en Vivienda que lleva su nombre (ALEMO)."(1)
El más sólido testimonio de su obra son las viviendas populares de venezolanos de Caracas, Guarenas, Guatire y otras principales ciudades de Venezuela. 
El Premio Hábitat para Venezuela lleva el nombre de Leopoldo Martínez Olavarría en homenaje a quien es visto como maestro de maestros en materia urbanística por los profesionales venezolanos del área. 